# Testamento de Boleslau III

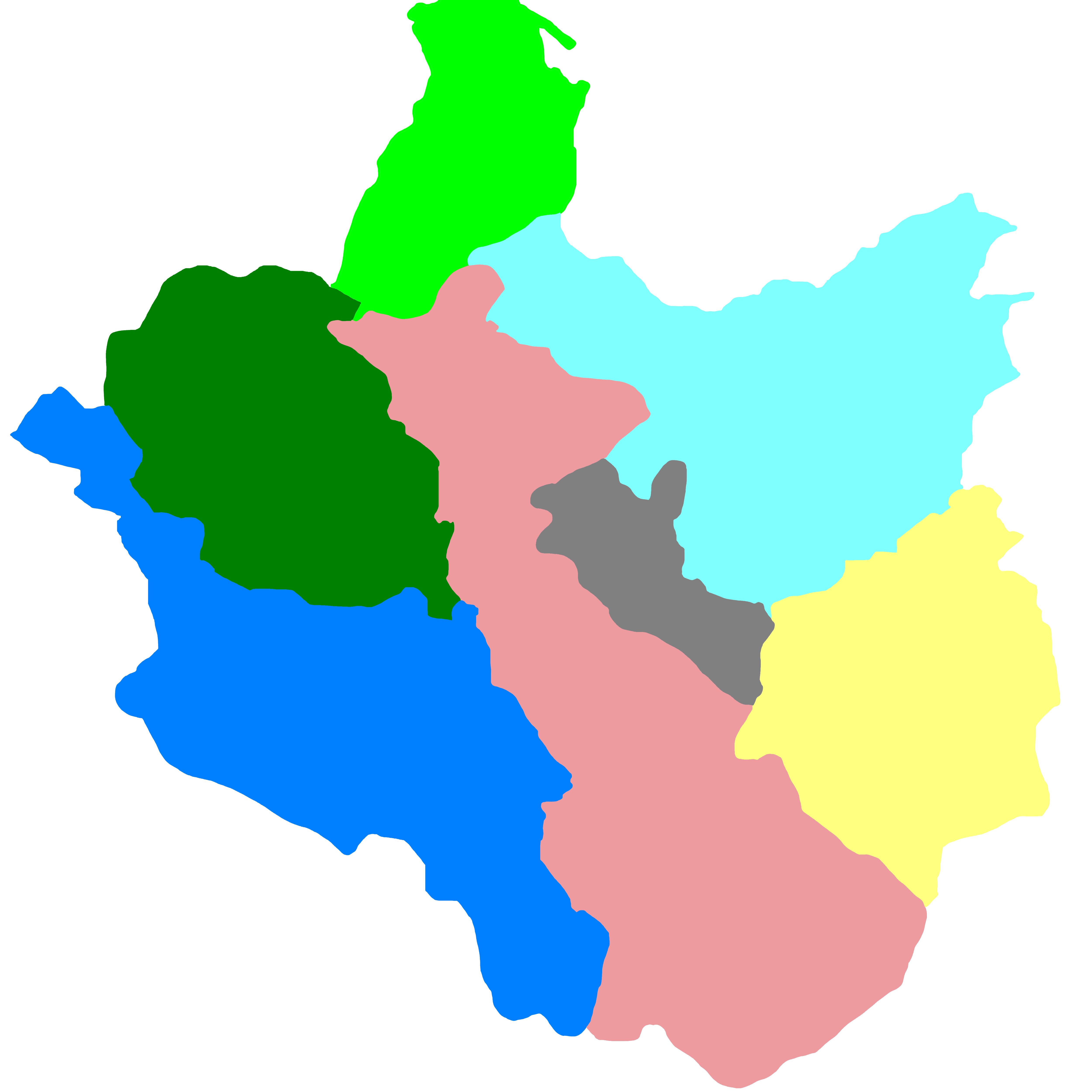
Fragmentação da Polônia entre os filhos de Boleslau:
A Província do Seniorado, composta da Grande Polônia Oriental, Pequena Polônia, Cujávia Ocidental, Terra de Lancícia e Terra de Sieradz
Província da Silésia de Vladislau II
Província da Mazóvia de Boleslau IV
Província da Grande Polônia de Miecislau III
Província de Sandomir de Henrique
Província da viúva de Boleslau, Salomé, composta da Terra de Lancícia - para ser revertida à Província do Seniorado após sua morte
vassalos pomeranos do governo da Província do Seniorado

O Testamento de Boleslau III foi um ato político de Boleslau III da Polónia, Grão-Duque da Polônia, em que ele estabeleceu regras para a governança do Reino da Polônia pelos seus filhos após a sua morte. Ao fazê-lo, Bolesłau planejou garantir que os seus herdeiros não iriam lutar entre si, e quis preservar a unidade das suas terras sob o controle da Casa dos Piastas. No entanto, ele não teve êxito; logo após a sua morte, seus filhos lutaram entre si e a Polônia entrou no período de fragmentação com duração de cerca de 200 anos.

## O testamento
Bolesłau criou o documento por volta de 1115-1118 (entre o nascimento de seu filho Miecislau III, o Velho e a Rebelião de Escarbimir); ele seria promulgado após a sua morte em 1138.

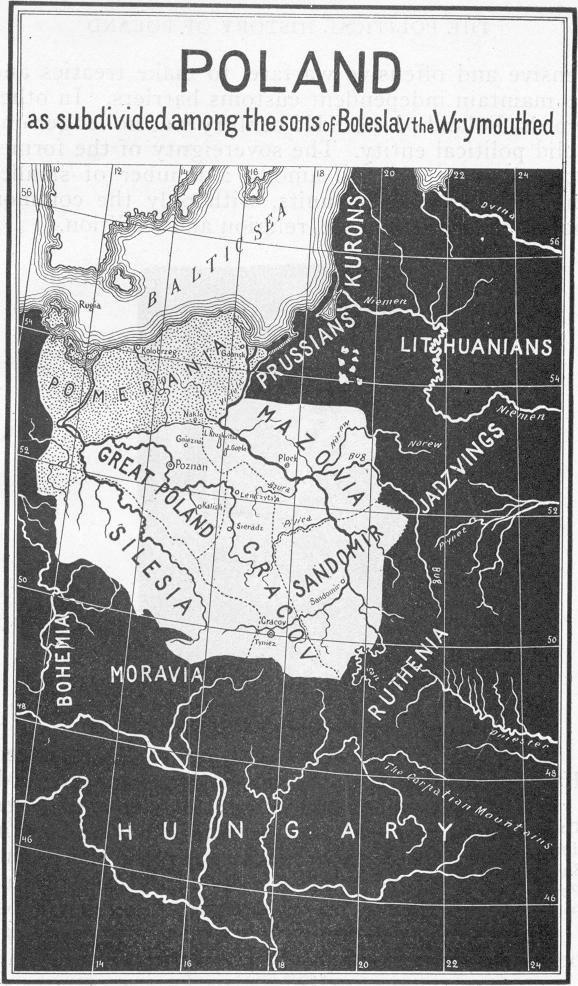
A Polônia subdividida em províncias entre os filhos de Boleslau

Boleslau dividiu o país em cinco principados:
- a Província do Seniorado, (ou Ducado da Cracóvia), composta da Grande Polônia Oriental, Pequena Polônia, Cujávia Ocidental, Terra de Lancícia (atribuída à esposa de Boleslau, Salomé de Berg) e Terra de Sieradz. Foi atribuída ao filho mais velho de Boleslau, Vladislau II, o Exilado,
- a Província da Silésia (ou Ducado da Silésia), composta da Silésia, atribuída também a Vladislau II, o Exilado
- a Província da Mazóvia (ou Ducado da Mazóvia), composta da Mazóvia com a Cujávia Oriental. Foi atribuída a Boleslau IV, o Crespo,
- a Província da Grande Polônia (ou Ducado da Grande Polônia), composta da Grande Polônia Ocidental. Foi atribuída a Miecislau III, o Velho,
- a Província de Sandomir (ou Ducado de Sandomierz), composta dos territórios centrados em torno da cidade de Sandomierz. Foi atribuída a Henrique de Sandomierz.

A Casimiro II, o Justo não foi atribuída nenhuma província; especula-se que ele nasceu após a morte de Boleslau, ou ele estava destinado à carreira religiosa.
O princípio senhorial estabelecido no testamento declarou que em todos os tempos o membro mais velho da dinastia (o Príncipe Sênior, o príncipe, o grão-duque) teria o poder supremo sobre os demais (Dux, os duques) e era também para controlar uma indivisível "província do Seniorado" (Mazóvia): uma vasta faixa de terra de norte a sul no meio da Polônia, com a Cracóvia (a capital do Reino da Polônia) sua cidade principal. A prerrogativa do sênior também incluía o controle sobre a Pomerânia, um feudo. O sênior era incumbido de defesa das fronteiras, tinha direito a ter tropas nas províncias de outros duques, encarregava-se da política externa, da fiscalização do clero (incluindo o direito de nomear bispos e arcebispos), e da cunhagem de moeda.

## Consequências
O princípio senhorial logo foi quebrado, com a tentativa de Vladislau de aumentar o seu poder e a oposição dos outros duques. Após o sucesso inicial (com a tomada da Terra de Lancícia após a morte de Salomé), ele acabou por ser derrotado, e só com a ajuda do Sacro Império Romano-Germânico conseguiu manter a sua Província da Silésia, perdendo o Seniorado. Isso levou a um período de quase 200 anos de fragmentação feudal da Polônia; aprofundando-se depois da desastrosa Batalha de Legnica, em 1241. Quando Ladislau III, o Baixo foi coroado Rei da Polônia, em 1320, ele teria reinado sobre um domínio menor, com a Pomerânia e a Silésia estando fora da esfera de influência da Polônia.

## Leituras adicionais
- Janusz Bieniak, Powstanie księstwa opolsko-raciborskiego jako wyraz przekształcania się Polski w dzielnicową poliarchię, (w:) Sacra Silentii Provintia. 800 lat dziedzicznego księstwa opolskiego (1202-2002), Opole 2003, s. 37-81.
- Bieniak J., Polska elita polityczna XII wieku, cz. I, (w:) Społeczeństwo Polski średniowiecznej t. II, Warszawa 1982, s. 29-61,
- Karol Buczek, Jeszcze o testamencie Bolesława Krzywoustego, „Przegląd Historyczny” 60, 1969, z. 4, s. 621-637,
- Jerzy Dowiat, Polska – państwem średniowiecznej Europy, Warszawa 1968, s. 225-229,
- Dalewski Z., Władza Przestrzeń Ceremoniał. Miejsce i uroczystość stanowienia władcy w Polsce średniowiecznej do końca XIV w, Warszawa 1996, s. 72-85.
- Dworsatschek M., Władysław II Wygnaniec, Wrocław 1998, s. 13, 36-51.
- Sławomir Gawlas, O kształt zjednoczonego Królestwa. Niemieckie władztwo terytorialne a geneza społeczno-ustrojowej odrębności Polski, Warszawa 2000, s. 78-79.
- Gerard Labuda, Testament Bolesława Krzywoustego, (w:) Opuscula Casimiro Tymieniecki septuagenario dedicata, Poznań 1959, s. 171-194.
- Labuda G., Zabiegi o utrzymanie jedności państwa polskiego w latach 1138-1146, „Kwartalnik Historyczny” 66, 1959, z. 4, s. 1147-1167,
- Henryk Łowmiański, Początki Polski, t. VI cz. I, Warszawa 1985, s. 134-165,
- Karol Maleczyński, Testament Bolesława Krzywoustego (recenzja z: G. Labuda, Testament...), „Sobótka” 16, 1961, z. 1, s. 109-110
- Natanson-Leski J., Nowy rzut oka na podziały według statutu Bolesława Krzywoustego, „Czasopismo Prawno-Historyczne”, t. 8, 1956, z. 2, s. 225-226.
- Edward Rymar, Primogenitura zasadą regulującą następstwo w pryncypat w ustawie sukcesyjnej Bolesława Krzywoustego, cz. I „Sobótka” 48, 1993, z. I, s. 1-15, cz. II „Sobótka” 49, 1944, z. 1-2, s. 1-18,
- Sosnowska A., Tytulatura pierwszej generacji książąt dzielnicowych z dynastii Piastów (1138-1202), „Historia” 5, 1997, nr 1, s. 7-28.
- Spors J., Podział dzielnicowy Polski według statutu Bolesława Krzywoustego ze szczególnym uwzględnieniem dzielnicy seniorackiej, Słupsk 1978,
- Teterycz A., Rządy księcia Henryka, syna Bolesława Krzywoustego w ziemi Sandomierskiej, (w:) Mazowsze, Pomorze, Prusy. Gdańskie Studia Historyczne z Dziejów Średniowiecza t. 7, red. B. Śliwiński, Gdańsk 2000, s. 245-269
- Tadeusz Wojciechowski, Szkice historyczne jedenastego wieku, „Kwartalnik Historyczny” 31, 1917, s. 351 i następna.,